# Posfranquismo
Como parte de la Transición Española hacia la democracia, la muerte del dictador Francisco Franco el 20 de noviembre de 1975, supuso la proclamación como Rey de Juan Carlos I, y poco después (en julio de 1976) la formación de un Gobierno presidido por Adolfo Suárez González, y designado según la legislación vigente. El Gobierno envió a las Cortes, en octubre de 1976, un proyecto de Ley para la Reforma política.
Esta Ley para la Reforma política venía a suponer una notable alteración de las leyes fundamentales, sin introducir ella misma un sistema democrático-constitucional pero haciendo posible la creación de éste. 
La división de poderes, idea fundamental en el pensamiento liberal, es el eje del sistema político. En la base, la soberanía nacional permite la elección, por sufragio universal (varones y mujeres mayores de 18 años), de los representantes del pueblo soberano en las Cortes. Ejercen el poder legislativo entre las dos cámaras, Congreso de los Diputados y Senado, eligen al Presidente del Gobierno y controlan la acción del poder ejecutivo.
La Constitución de 1978 rompe una tradición centralista iniciada en 1700 por Felipe V. Como intento de solución al problema regional y a las reivindicaciones de los grupos nacionalistas vasco y catalán, sin olvidar los minoritarios nacionalismos gallego, aragonés, valenciano y andaluz, se crea un nuevo modelo de Estado descentralizado, en el cual cada región se convierte en una comunidad autónoma con autogobierno, parlamento autonómico, tribunales de ámbito regional y un Estatuto de Autonomía que establece el modelo y las competencias que puede asumir.
La Carta Magna establecía dos posibilidades de autonomía. Las nacionalidades históricas, Cataluña, País Vasco y Galicia, seguirían una vía rápida y con mayores competencias (aplicación del artículo 151). Andalucía también consiguió el título de nacionalidad histórica, gracias a que así lo solicitaron la mayoría de sus ayuntamientos y fue ratificado en referéndum el 28 de febrero de 1980.

## Década de los 80
El PSOE, cuando gana las elecciones en 1982, paraliza el ingreso en la OTAN y promete un referéndum para sacar a España de la alianza militar. Sin embargo, conforme pasan los años, cambia su posición al darse cuenta de que la plena incorporación de España al bloque occidental y europeo obliga también a participar en el terreno militar. En marzo de 1986, se celebró el referéndum con un resultado favorable a la adhesión.
La aplicación del derecho constitucional a la educación guio la labor del gobierno. En la enseñanza universitaria, la Ley de Reforma Universitaria (1983) concedió autonomía de gestión a las universidades, facilitó la creación de universidades privadas y amplió el número de matriculados en este nivel universitario gracias a la cuasi gratuidad de matrículas y la política de becas para estudiantes. En la enseñanza secundaria y primaria, se garantizó la escolarización obligatoria para toda la población menor de 14 años desde 1985 y de 16 años desde la entrada en vigor de la LOGSE en 1990. El gobierno socialista creó un sistema educativo de tres vías: colegios privados; colegios públicos a cargo del Estado, y colegios concertados cuya gestión recae en una empresa privada pero el gasto de los alumnos (instalaciones, matrícula, profesores) lo paga el Estado. El modelo educacional también sería impartido en Chile, de una manera casi idéntica.
La crisis económica, iniciada en 1973, reactivada en 1979, había creado una situación de recesión industrial, con fábricas y maquinaria obsoletas y sectores industriales deficitarios. Para el trabajador suponía el paro (llegó hasta el 20 % en 1985), la subida continua de los precios (hasta el 25 % anual, cuando hoy apenas se alcanza el 2 o 3 %), la falta de futuro inmediato. La reconversión industrial se aplicó a la industria naval, la siderurgia y la industria textil, sectores desfasados en tecnología, mal ubicados geográficamente y escasos de competitividad frente a los productos europeos y asiáticos. La necesidad de modernizar las infraestructuras españolas lanzó al gobierno socialista a un gasto público desaforado. 
Desde 1985, la red de carreteras mejoró al duplicarse la longitud de autovías y autopistas (7000 km), el ferrocarril evolucionó hacia servicios de mayor rentabilidad (cercanías en las grandes capitales) y la última tecnología (alta velocidad de Sevilla a Madrid, con proyectos todavía pendientes con Barcelona, Valencia, Alicante y Murcia). En las elecciones de 1996, el vencedor es el Partido Popular, acabando con el período socialista.